# Seznam ministrů obrany Slovenské republiky
Toto je seznam ministrů obrany Slovenské republiky, který obsahuje chronologický přehled všech členů vlády Slovenské republiky (včetně vlád Slovenského státu a Sborů pověřenců) působících v tomto úřadu.

## Ministři obrany ve vládách samostatného Slovenska v letech 1939–1945
| # | Jméno            | Fotografie | Strana    | Vláda                           | Funkční období                 | Poznámky                |
| - | ---------------- | ---------- | --------- | ------------------------------- | ------------------------------ | ----------------------- |
| 1 | Ferdinand Čatloš |            | HSĽS-SSNJ | 4. vláda J. Tisa, vláda V. Tuky | 14. března 1939 – 5. září 1944 | Ministr národní obrany. |
| 2 | Štefan Haščík    |            | HSĽS-SSNJ | vláda Š. Tisa                   | 5. září 1944 – 4. dubna 1945   | Ministr národní obrany. |

## Pověřenci obrany ve slovenských Sborech pověřenců (SP) v letech 1944–1945
| # | Jméno             | Fotografie | Strana | Sbor pověřenců        | Funkční období                  | Poznámky                      |
| - | ----------------- | ---------- | ------ | --------------------- | ------------------------------- | ----------------------------- |
| 1 | Mikuláš Ferjenčík |            |        | SP 5. 9. - 23. 10. 44 | 1. září 1944 – 5. září 1944     | Pověřenec pro národní obranu. |
| 2 | Mikuláš Ferjenčík |            |        | SP 21. 2. - 11. 4. 45 | 21. února 1945 – 11. dubna 1945 | Pověřenec pro věci vojenské.  |

## Ministři obrany samostatného Slovenska
| #  | Jméno             | Fotografie     | Strana               | Vláda                                   | Funkční období                        | Poznámky                    |
| -- | ----------------- | -------------- | -------------------- | --------------------------------------- | ------------------------------------- | --------------------------- |
| 1  | Imrich Andrejčák  |                | nestraník za HZDS    | 2. vláda V. Mečiara                     | 16. března 1993 – 15. března 1994     | Ministr obrany.             |
| 2  | Pavol Kanis       |                | SDĽ                  | vláda J. Moravčíka                      | 15. března 1994 – 13. prosince 1994   | Ministr obrany.             |
| 3  | Ján Sitek         |                | SNS                  | 3. vláda V. Mečiara                     | 13. prosince 1994 – 30. října 1998    | Ministr obrany.             |
| 4  | Pavol Kanis       |                | SDĽ                  | 1. vláda M. Dzurindy                    | 30. října 1998 – 2. ledna 2001        | Ministr obrany.             |
| 5  | Jozef Stank       |                | SDĽ                  | 1. vláda M. Dzurindy                    | 2. ledna 2001 – 15. října 2002        | Ministr obrany.             |
| 6  | Ivan Šimko        |                | SDKÚ                 | 2. vláda M. Dzurindy                    | 16. října 2002 – 24. září 2003        | Ministr obrany.             |
| 7  | Eduard Kukan      |                | SDKÚ                 | 2. vláda M. Dzurindy                    | 24. září 2003 – 10. října 2003        | Pověřený ministr obrany.    |
| 8  | Juraj Liška       |                | SDKÚ                 | 2. vláda M. Dzurindy                    | 10. října 2003 – 1. února 2006        | Ministr obrany.             |
| 9  | Martin Fedor      |                | SDKÚ                 | 2. vláda M. Dzurindy                    | 1. února 2006 – 4. července 2006      | Ministr obrany.             |
| 10 | František Kašický |                | nestraník za SMER-SD | 1. vláda R. Fica                        | 4. července 2006 – 30. ledna 2008     | Ministr obrany.             |
| 11 | Jaroslav Baška    |                | SMER-SD              | 1. vláda R. Fica                        | 30. ledna 2008 – 8. července 2010     | Ministr obrany.             |
| 12 | Ľubomír Galko     |                | SaS                  | vláda I. Radičové                       | 8. července 2010 – 23. listopadu 2011 | Ministr obrany.             |
| 13 | Iveta Radičová    |                | SDKÚ-DS              | vláda I. Radičové                       | 28. listopadu 2011 – 4. dubna 2012    | Pověřená ministryně obrany. |
| 14 | Martin Glváč      |                | SMER-SD              | 2. vláda R. Fica                        | 4. dubna 2012 – 22. března 2016       | Ministr obrany.             |
| 15 | Robert Fico       |                | SMER-SD              | 2. vláda R. Fica                        | 22. března 2016 – 23. března 2016     | Pověřený ministr obrany.    |
| 16 | Peter Gajdoš      |                | SNS                  | 3. vláda R. Fica, vláda P. Pellegriniho | 23. března 2016 – 21. března 2020     | Ministr obrany.             |
| 17 | Jaroslav Naď      |                | OĽaNO                | vláda I. Matoviče, vláda E. Hegera      | 21. března 2020 – 15. května 2023     | Ministr obrany.             |
| 18 | Martin Sklenár    |                | nestraník            | vláda Ľ. Ódora                          | 15. května 2023 – 25. října 2023      | Ministr obrany.             |
| 19 | Robert Kaliňák    | Robert Kaliňák | SMER-SD              | 4. vláda R. Fica                        | od 25. října 2023                     | Ministr obrany.             |